# Fanerítica

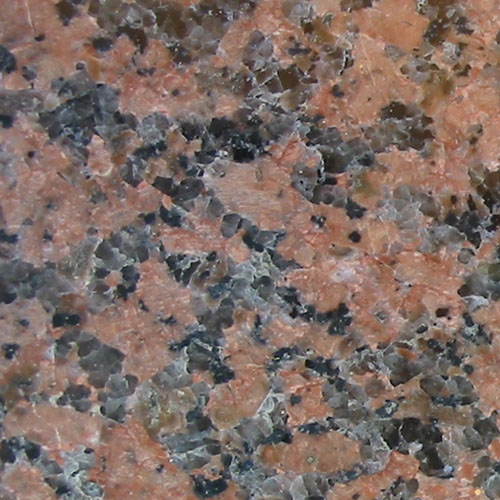
O granito é uma típica rocha fanerítica.

Fanerítica é um tipo de textura de rochas ígneas nas quais é possível observar os cristais individuais à vista desarmada. Estas rochas são vulgarmente ditas de grão grosseiro.
Esta textura forma-se pelo lento arrefecimento do magma em profundidade, fazendo com que os minerais constituintes se possam agrupar. Também se pode aplicar a rochas metamórficas com o mesmo significado. Um dos exemplos mais conhecidos de rochas com uma textura fanerítica é o granito.